# Sevenhampton (Wiltshire)
Sevenhampton – wieś w Anglii, w hrabstwie ceremonialnym Wiltshire, w dystrykcie (unitary authority) Swindon. Leży 61 km na północ od miasta Salisbury i 110 km na zachód od Londynu.

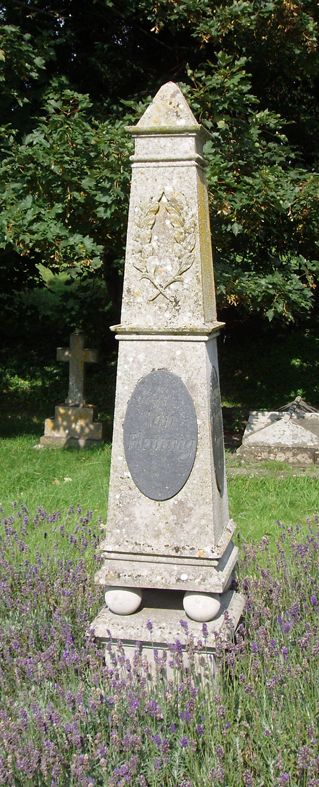
pomnik Fleminga w Sevenhampton.

We wsi pochowano Fleminga, autora książek o Bondzie. Wieś nie posiada komunikacji publicznej, najbliższy przystanek jest ok. 3,22 km w South Marston.